# ناحیه جیکب‌آباد
ناحیه جیکب آباد (به انگلیسی: Jacobabad District) یکی از ناحیه‌های پاکستان در پاکستان است که در ایالت سند واقع شده‌است. ناحیه جیکب آباد ۲٬۶۸۶ کیلومتر مربع مساحت و ۱٬۰۰۶٬۲۹۷ نفر جمعیت دارد.